# Leichtathletik-Juniorenafrikameisterschaften 2019
Die 14. Leichtathletik-Juniorenafrikameisterschaften fanden vom 16. bis 20. April 2019 im Stade Félix Houphouët-Boigny im westafrikanischen Abidjan statt. Gleichzeitig zu den U20-Bewerben wurden auch die U18-Afrikameisterschaften ausgerichtet.

## Resultate

### Männer

#### 100 m
| Platz | Athlet              | Land | Zeit (s) |
| ----- | ------------------- | ---- | -------- |
| 1     | Enoch Adegoke       | NGR  | 10,29 CR |
| 2     | Shaun Maswanganyi   | RSA  | 10,35    |
| 3     | Luke Davids         | RSA  | 10,35    |
| 4     | Gershon Omubo       | NGR  | 10,55    |
| 5     | Edwin Gadayi        | GHA  | 10,60    |
| 6     | Raphael Nguaguele   | CMR  | 10,71    |
| 7     | Abdul Rached Samini | GHA  | 10,77    |
| 8     | Ansu Badje          | GAM  | 10,95    |

Finale: 17. April
Wind: +0,5 m/s

#### 200 m
| Platz | Athlet            | Land | Zeit (s) |
| ----- | ----------------- | ---- | -------- |
| 1     | Shaun Maswanganyi | RSA  | 20,77    |
| 2     | Luke Davids       | RSA  | 20,98    |
| 3     | Edwin Gadayi      | GHA  | 21,04    |
| 4     | Enoch Adegoke     | NGR  | 21,07    |
| 5     | Favour Ekpekpe    | NGR  | 21,38    |
| 6     | Issa Sangare      | MLI  | 21,51    |
| 7     | Alaba Akintola    | NGR  | 21,52    |
| 8     | Sengan Jobe       | GAM  | 21,58    |

Finale: 19. April
Wind: −0,1 m/s

#### 400 m
| Platz | Athlet             | Land | Zeit (s) |
| ----- | ------------------ | ---- | -------- |
| 1     | Momodou Lamine Bah | GAM  | 46,91    |
| 2     | Luyando Mudenda    | ZAM  | 47,37    |
| 3     | Mustefa Edao       | ETH  | 47,49    |
| 4     | Ephrem Mekonnen    | ETH  | 47,55    |
| 5     | Shedrack Akpeki    | NGR  | 47,70    |
| 6     | Frans Matlala      | RSA  | 47,90    |
| 7     | Allan Kipyego      | KEN  | 47,97    |
|       | Sokwakhana Zazini  | RSA  | DNS      |

Finale: 17. April

#### 800 m
| Platz | Athlet                | Land | Zeit (min) |
| ----- | --------------------- | ---- | ---------- |
| 1     | Alex Ngeno Kipngetich | KEN  | 1:45,25 CR |
| 2     | Joseph Rokiten        | KEN  | 1:46,51    |
| 3     | Edrissa Marong        | GAM  | 1:47,20 NR |
| 4     | Elhassane Moujahid    | MAR  | 1:48,62    |
| 5     | Semere Medhanie       | ERI  | 1:49,16    |
| 6     | Ahmed Hasan           | ETH  | 1:51,31    |
| 7     | Hamze Ali Hassan      | DJI  | 1:53,55    |

Finale: 20. April

#### 1500 m
| Platz | Athlet               | Land | Zeit (min) |
| ----- | -------------------- | ---- | ---------- |
| 1     | George Manangoi      | KEN  | 3:47,55    |
| 2     | Nickson Lesiyia      | KEN  | 3:48,87    |
| 3     | Melese Nberet        | ETH  | 3:49,64    |
| 4     | Oussama Cherrad      | ALG  | 3:49,66    |
| 5     | Birhanu Sorsa        | ETH  | 3:49,71    |
| 6     | Anass Essayi         | MAR  | 3:52,19    |
| 7     | Binyamin Awaleh Hare | DJI  | 3:53,92    |
| 8     | Elhassane Moujahid   | MAR  | 3:54,01    |

17. April

#### 5000 m
| Platz | Athlet               | Land | Zeit (min)     |
| ----- | -------------------- | ---- | -------------- |
| 1     | Edward Pingua Zakayo | KEN  | 13:13,06 CR WL |
| 2     | Jacob Krop           | KEN  | 13:14,44       |
| 3     | Reuben Pogisho       | KEN  | 13:43,46       |
| 4     | Samuel Kibet         | UGA  | 13:44,42       |
| 5     | Michael Bereket      | ERI  | 13:54,82       |
| 6     | Oscar Chelimo        | UGA  | 13:54,88       |
| 7     | Ali Hissein Mahamat  | CHA  | 13:55,60 NR    |
| 8     | Mohamed Aziz Mohamed | GHA  | 14:11,26       |

19. April

#### 10.000 m
| Platz | Athlet                   | Land | Zeit (min) |
| ----- | ------------------------ | ---- | ---------- |
| 1     | Bravin Kipkogei Kiptoo   | KEN  | 28:17,01   |
| 2     | Samuel Kibet             | UGA  | 28:22,26   |
| 3     | Emmanuel Kiprotich Korir | KEN  | 28:26,46   |
| 4     | Dereje Aduagna           | ERI  | 30:26,31   |
| 5     | Michael Bereket          | ERI  | 30:39,77   |
| 6     | Bitew Ademe              | ETH  | 30:47,95   |

16. April

#### 10.000 m Gehen
| Platz | Athlet                 | Land | Zeit (min)  |
| ----- | ---------------------- | ---- | ----------- |
| 1     | Dominic Samson Ndigiti | KEN  | 43:27,21 CR |
| 2     | Abderahman Ahmed       | EGY  | 45:20,46    |
| 3     | Mehdi Abidi            | ALG  | 46:27,31    |
| 4     | Said Kroufache         | ALG  | 48:29,55    |
| 5     | Ireemias Chala         | ETH  | 46:27,31    |
| 6     | Yiteyal Tazeb          | ETH  | DSQ         |
|       | Raed Laaribi           | ALG  | DNS         |

20. April

#### 110 m Hürden (99 cm)
| Platz | Athlet               | Land | Zeit (s) |
| ----- | -------------------- | ---- | -------- |
| 1     | Michel Shoeman       | RSA  | 14,00    |
| 2     | Jérémie Lararaudeuse | MRI  | 14,06    |
| 3     | Mamadou Lamine Sakho | SEN  | 14,54    |
| 4     | Mussa Wisdom         | NGR  | 14,60    |
| 5     | Abdoulaye Thamane    | SEN  | 14,63    |
| 6     | Simpore Abdaramane   | BUR  | 14,94    |
| 7     | Bell Kobiwa Dilla    | ETH  | 15,70    |
|       | Yusuf Muhamed        | NGR  | DSQ      |

Finale: 18. April 

Wind: +0,6 m/s

#### 400 m Hürden
| Platz | Athlet                 | Land | Zeit (s) |
| ----- | ---------------------- | ---- | -------- |
| 1     | Sokwakhana Zazini      | RSA  | 50,35    |
| 2     | Ismail Manyani         | MAR  | 51,16    |
| 3     | Gadisa Bayu            | ETH  | 51,82    |
| 4     | Gorfneh Derese Tesfaye | ETH  | 53,47    |
| 5     | James Mucheru          | KEN  | 53,50    |
| 6     | David Olowoole         | NGR  | 53,57    |
| 7     | Wassem Laabidi         | TUN  | 53,59    |
|       | Hichamel Bekkouche     | ALG  | DNS      |

Finale: 20. April

#### 3000 m Hindernis
| Platz | Athlet                | Land | Zeit (min) |
| ----- | --------------------- | ---- | ---------- |
| 1     | Leonard Kipkemoi Bett | KEN  | 8:25,60    |
| 2     | Brian Limo            | KEN  | 8:35,53    |
| 3     | Lamecha Girma         | ETH  | 8:48,56    |
| 4     | Ezekiel Mutai         | UGA  | 8:53,13    |
| 5     | Hared Bilyamin Awaleh | DJI  | 9:00,12    |
| 6     | Denis Cherotich       | UGA  | 9:13,16    |
| 7     | Abderrafia Bouassel   | MAR  | 9:19,53    |
| 8     | Akram Abed            | ALG  | 9:21,17    |

20. April

#### 4 × 100 m Staffel
| Platz | Land           | Athleten                                                   | Zeit (s) |
| ----- | -------------- | ---------------------------------------------------------- | -------- |
| 1     | Nigeria        | Gershon Omubo Shedrack Akpeki Alaba Akintola Enoch Adegoke | 40,21    |
| 2     | Gambia         | Sulayman Touray                                            | 41,20    |
| 3     | Elfenbeinküste |                                                            | 42,00    |
| 4     | Südafrika      |                                                            | 42,16    |
| 5     | Senegal        |                                                            | 42,21    |
| 6     | Mauritius      |                                                            | 42,86    |
| 7     | Burkina Faso   |                                                            | 42,92    |
| '     | Äthiopien      |                                                            | DSQ      |

19. April

#### 4 × 400 m Staffel
| Platz | Land           | Athleten                                                        | Zeit (min) |
| ----- | -------------- | --------------------------------------------------------------- | ---------- |
| 1     | Kenia          |                                                                 | 3:10,06    |
| 2     | Äthiopien      | Mustefa Edao Ephrem Mekonnen                                    | 3:10,99    |
| 3     | Nigeria        | Nnabukwo Gbaruko Shedrack Akpeki Nsikak Okon Jeremiah Nathaniel | 3:14,15    |
| 4     | Gambia         |                                                                 | 3:16,84    |
| 5     | Senegal        |                                                                 | 3:17,02    |
| 6     | Elfenbeinküste |                                                                 | 3:29,20    |

20. April

#### Hochsprung
| Platz | Athlet            | Land | Höhe (m) |
| ----- | ----------------- | ---- | -------- |
| 1     | Breyton Poole     | RSA  | 2,18 CR  |
| 2     | Bilel Afer        | ALG  | 2,06     |
| 2     | Lim Koungdoup     | ETH  | 2,06     |
| 4     | Yasin Hajjaji     | MAR  | 2,04     |
| 5     | Dezardin Prosper  | MRI  | 2,02     |
| 6     | Chimaroke Ndukubu | NGR  | 2,02     |
| 7     | Frank Essomba     | CMR  | 1,92     |

18. April

#### Stabhochsprung
| Platz | Athlet               | Land | Höhe (m) |
| ----- | -------------------- | ---- | -------- |
| 1     | Valco van Wyk        | RSA  | 4,65     |
|       | Teketele Tadese      | ETH  | NM       |
|       | Mohamed Abdourrahman | ALG  | DNS      |

20. April

#### Weitsprung
| Platz | Athlet         | Land | Weite (m) |
| ----- | -------------- | ---- | --------- |
| 1     | Omod Okugn     | ETH  | 7,35      |
| 2     | Harry Afaxoe   | GHA  | 7,28      |
| 3     | Bekele Jilo    | ETH  | 7,28      |
| 4     | Thiery Nadal   | MRI  | 6,88      |
| 5     | Yasin Hajjaji  | MAR  | 6,72      |
| 6     | Vincent Kilel  | KEN  | 6,38 w    |
| 7     | Muhammed Yusuf | ALG  | 6,30      |
| 8     | Law Erewa      | NGR  | 6,15      |

20. April

#### Dreisprung
| Platz | Athlet                     | Land | Weite (m) |
| ----- | -------------------------- | ---- | --------- |
| 1     | Adire Ochalla              | ETH  | 15,77     |
| 2     | Kangogo                    | KEN  | 15,65     |
| 3     | Dezardin Prosper           | MRI  | 15,33 w   |
| 4     | Kile Kipkoech              | KEN  | 15,08     |
| 5     | Joseph Ojwato              | ETH  | 14,85     |
| 6     | Ineh Emmanuel Oritsemeyiwa | NGR  | 14,84     |
| 7     | Ronald                     | ZIM  | 14,27     |
| 8     | Alfred Guei Gondo          | CIV  | 13,63     |

18. April

#### Kugelstoßen
| Platz | Athlet                | Land | Weite (m) |
| ----- | --------------------- | ---- | --------- |
| 1     | Motaz Mohamed el-Said | EGY  | 19,21     |
| 2     | Chris Van Niekerk     | RSA  | 18,40     |
| 3     | Ryan Williams         | NAM  | 16,02     |
| 4     | Francois Prinsloo     | RSA  | 14,66     |
| 5     | Asefa Hagos Zinabu    | ETH  | 14,40     |
| 6     | Dominic McCarthy      | GHA  | 13,33     |
| 7     | Gerome Olivier Mbili  | CMR  | 13,07     |
| 8     | Momodou Cham          | GAM  | 12,86     |

20. April

#### Diskuswurf
| Platz | Athlet            | Land | Weite (m) |
| ----- | ----------------- | ---- | --------- |
| 1     | Chris Van Niekerk | RSA  | 56,49     |
| 2     | Francois Prinsloo | RSA  | 55,79     |
| 3     | Ryan Williams     | NAM  | 53,37     |
| 4     | Ketema Lema       | ETH  | 50,08     |
| 5     | Jerome Mbili      | CMR  | 44,60     |
| 6     | Obiaiuwa Chukwuma | NGR  | 42,50     |
| 7     | Momodou Cham      | GAM  | 39,91     |
| 8     | Dominic McCarthy  | GHA  | 39,38     |

19. April

#### Hammerwurf
| Platz | Athlet              | Land | Weite (m) |
| ----- | ------------------- | ---- | --------- |
| 1     | Yousef Hesham       | EGY  | 65,09     |
| 2     | Mohamed Aly Hesham  | EGY  | 64,85     |
| 3     | Botshello Kobokoane | RSA  | 61,01     |
| 4     | Bouzuem Mortadha    | TUN  | 58,14     |
| 5     | Elyse Boni Aya      | CIV  | 51,08     |
| 6     | Cruba Kebede        | ETH  | 47,98     |

19. April

#### Zehnkampf
| Platz | Athlet                    | Land | Punkte |
| ----- | ------------------------- | ---- | ------ |
| 1     | Mohamed Abderrahmane Zadi | ALG  |        |
| 2     | Ramy Ahmed el-Sayed       | EGY  |        |
| 3     | Law Erewa                 | NGR  |        |
| 4     | Ibrahim Farissou          | NIG  |        |
| 5     | Adam Brice Koki           | CIV  |        |
|       | Soumaila Sawadogo         | BUR  | DNF    |

17./18. April

### Mädchen

#### 100 m
| Platz | Athletin                   | Land | Zeit (s) |
| ----- | -------------------------- | ---- | -------- |
| 1     | Rosemary Chukwuma          | NGR  | 11,62    |
| 2     | Rose Xeyi                  | RSA  | 11,75    |
| 3     | Nzubechi Grace Nwokocha    | NGR  | 11,88    |
| 4     | Adriana Almeida            | CPV  | 12,12 NR |
| 5     | Suwilanji Mpondela         | ZAM  | 12,19    |
| 6     | Murielle Andela Ntede      | CMR  | 12,23    |
| 7     | Haingo Brigitte Razanajafy | MAD  | 12,41    |
|       | Phashe Remoneilwe          | RSA  | DNS      |

Finale: 17. April
Wind: +0,2 m/s

#### 200 m
| Platz | Athletin                 | Land | Zeit (s) |
| ----- | ------------------------ | ---- | -------- |
| 1     | Rosemary Chukwuma        | NGR  | 23,81    |
| 2     | Antoinette van der Merwe | RSA  | 23,97    |
| 3     | Esther Peter Okon        | NGR  | 24,20    |
| 4     | Nzubechi Grace Nwokocha  | NGR  | 24,57    |
| 5     | Christelle Roxane Ore    | CIV  | 24,65    |
| 6     | Murielle Andela Ntede    | CMR  | 24,67    |
| 7     | Ola Buwaro               | GAM  | 24,86    |
| 8     | Adriana Almeida          | CPV  | 25,02    |

Finale: 19. April
Wind: +0,5 m/s

#### 400 m
| Platz | Athletin                  | Land | Zeit (s) |
| ----- | ------------------------- | ---- | -------- |
| 1     | Mary Moraa                | KEN  | 53,57    |
| 2     | Sara el-Hachimi           | MAR  | 55,02    |
| 3     | Glory Patrick Okon        | NGR  | 55,18    |
| 4     | Marlie Viljoen            | RSA  | 55,70    |
| 5     | Blessing Ovwighonadjebere | NGR  | 56,72    |
| 6     | Tsige Duguma              | ETH  | 56,30    |
| 7     | Vimbayi Maisvorewa        | ZIM  | 56,71    |
| 8     | Ola Buwaro                | GAM  | 57,17    |

Finale: 17. April

#### 800 m
| Platz | Athletin               | Land | Zeit (min) |
| ----- | ---------------------- | ---- | ---------- |
| 1     | Jackline Wambui        | KEN  | 2:04,29    |
| 2     | Hirut Meshesha         | ETH  | 2:04,70    |
| 3     | Lydia Jeruto Lagat     | KEN  | 2:04,78    |
| 4     | Freweyni Gebreezibeher | ETH  | 2:06,98    |
| 5     | Bamtefa Adeyinka       | NGR  | 2:11,61    |
| 6     | Noura Lamzaoui         | ALG  | 2:12,02    |
| 7     | Nouhaila Rabil         | MAR  | 2:13,13    |
| 8     | Privilege Chikara      | ZIM  | 2:13,73    |

Finale: 20. April

#### 1500 m
| Platz | Athletin          | Land | Zeit (min) |
| ----- | ----------------- | ---- | ---------- |
| 1     | Diribe Welteji    | ETH  | 4:11,59    |
| 2     | Edinah Jebitok    | KEN  | 4:13,02    |
| 3     | Mercyline Cherono | KEN  | 4:15,95    |
| 4     | Youssra Hennou    | MAR  | 4:25,92    |
| 5     | Tigist Dejene     | ETH  | 4:27,40    |
| 6     | Comfort James     | NGR  | 4:31,45    |
| 7     | Habon Ahmed       | DJI  | 4:31,77    |
| 8     | Semhar Jekeste    | ERI  | 4:44,94    |

17. April

#### 3000 m
| Platz | Athletin             | Land | Zeit (min)  |
| ----- | -------------------- | ---- | ----------- |
| 1     | Alemitu Tariku       | ETH  | 09:33,53 PB |
| 2     | Emmaculate Anyango   | KEN  | 09:36,05    |
| 3     | Tsihan Haile         | ETH  | 09:37,06    |
| 4     | Rahel Daniel         | ERI  | 09:46,33    |
| 5     | Emmaculate Chepkirui | KEN  | 09:47,18    |
| 6     | Adjara Diarra        | MLI  | 10:46,60    |
| 7     | Ramatou Abdoulaye    | NIG  | 11:12,01    |
| 8     | Celine Lare          | TOG  | 11:33,68    |

16. April

#### 5000 m
| Platz | Athletin               | Land | Zeit (min) |
| ----- | ---------------------- | ---- | ---------- |
| 1     | Beatrice Chebet        | KEN  | 16:02,66   |
| 2     | Dolphine Nyaboke Omare | KEN  | 16:07,42   |
| 3     | Sarah Chelangat        | UGA  | 16:09,96   |
| 4     | Desta Burka            | ETH  | 16:32,13   |
| 5     | Annet Chesang          | UGA  | 16:39,37   |
| 6     | Rahel Daniel           | ERI  | 16:44,07   |
| 7     | Asefu Abreha           | ETH  | 16:48,66   |
| 8     | Gomos James Rotkan     | NGR  | 18:12,75   |

20. April

#### 10.000 m Gehen
| Platz | Athlet                   | Land | Zeit (min) |
| ----- | ------------------------ | ---- | ---------- |
| 1     | Rihem Bouzid             | TUN  | 51:47,8    |
| 2     | Betwe Gerahunmar         | ETH  | 52:19,1    |
| 3     | Masire Teshagesinta Yehu | ETH  | 53:47,9    |

19. April

#### 100 m Hürden
| Platz | Athletin                 | Land | Zeit (s) |
| ----- | ------------------------ | ---- | -------- |
| 1     | Rogail Joseph            | RSA  | 13,97    |
| 2     | Antoinette Van der Merve | RSA  | 14,09    |
| 3     | Victoria Adumbi          | NGR  | 14,42    |
| 4     | Cecilia Francisca        | MOZ  | 14,62    |
| 5     | Meskerem Lewa            | ETH  | 14,87    |
| 6     | Ndeye Fatou Diop         | SEN  | 15,05    |
|       | Fatoumata Koala          | BUR  | DNF      |

Finale: 18. April
Wind: +0,7 m/s

#### 400 m Hürden
| Platz | Athletin                 | Land | Zeit (s) |
| ----- | ------------------------ | ---- | -------- |
| 1     | Rogail Joseph            | RSA  | 57,37 CR |
| 2     | Gontse Morake            | RSA  | 58,85    |
| 3     | Loubna Benhadja          | ALG  | 59,18 PB |
| 4     | Uwemedino Akpan Abasiono | NGR  | 60,44    |
| 5     | Sara el-Hachimi          | MAR  | 61,62    |
| 6     | Fatoumata Koala          | BUR  | 62,47    |
| 7     | Shane Mestewot Girma     | ETH  | 62,95    |
| 8     | Rachael Bernard          | NGR  | 63,90    |

20. April

#### 3000 m Hindernis
| Platz | Athletin                  | Land | Zeit (min)  |
| ----- | ------------------------- | ---- | ----------- |
| 1     | Fancy Cherono             | KEN  | 09:48,56 CR |
| 2     | Caren Chebet              | KEN  | 09:51,41    |
| 3     | Lomi Muleta               | ETH  | 10:12,18    |
| 4     | Ester Yego Chepkemoi      | UGA  | 10:28,99    |
| 5     | Houda Ahettiou            | MAR  | 10:33,01    |
| 6     | Sinteyehu Dessieth Lemahu | ETH  | 10:42,21    |
| 7     | Ama Sonia Adou            | CIV  | 13:31,15    |

18. April

#### 4 × 100 m Staffel
| Platz | Land           | Athleten                                                              | Zeit (s) |
| ----- | -------------- | --------------------------------------------------------------------- | -------- |
| 1     | Nigeria        | Nzubechi Grace Nwokocha Stella Ayanleke Esther Okon Rosemary Chukwuma | 45,56    |
| 2     | Südafrika      |                                                                       | 46,36    |
| 3     | Elfenbeinküste |                                                                       | 47,84    |
| 4     | Burkina Faso   |                                                                       | 49,09    |
| 5     | Senegal        |                                                                       | 49,89    |
| 6     | Äthiopien      |                                                                       | 50,27    |
|       | Simbabwe       |                                                                       | DSQ      |

19. April

#### 4 × 400 m Staffel
| Platz | Land           | Athleten                                                                 | Zeit (min) |
| ----- | -------------- | ------------------------------------------------------------------------ | ---------- |
| 1     | Äthiopien      |                                                                          | 3:39,82    |
| 2     | Südafrika      |                                                                          | 3:40,54    |
| 3     | Nigeria        | Blessing Oladoye Blessing Ovwighonadjebere Glory Patrick Juliana Abayomi | 3:41,86    |
| 4     | Senegal        |                                                                          | 4:07,32    |
|       | Elfenbeinküste |                                                                          | 4:07,79    |

20. April

#### Hochsprung
| Platz | Athletin       | Land | Höhe (m) |
| ----- | -------------- | ---- | -------- |
| 1     | Rose Yeboah    | GHA  | 1,83 PB  |
| 2     | Natasha Chetty | SEY  | 1,77     |
| 3     | Kristi Snyman  | RSA  | 1,75     |
|       | Nyarek Dak     | ETH  | NM       |

17. April

#### Stabhochsprung
| Platz | Athletin            | Land | Höhe (m) |
| ----- | ------------------- | ---- | -------- |
| 1     | Isra Moradhi        | EGY  | 3,30     |
| 2     | Yasmeen Hazeem      | EGY  | 3,30     |
| 3     | Imen Rhouma         | TUN  | 3,30     |
| 4     | Shad Mohamed Hassan | EGY  | 2,90     |

17. April

#### Weitsprung
| Platz | Athletin                | Land | Weite (m) |
| ----- | ----------------------- | ---- | --------- |
| 1     | Faith Jepkemboi Kipsang | KEN  | 5,83      |
| 2     | Rose Xeyi               | RSA  | 5,81      |
| 3     | Victory George          | ETH  | 5,70      |
| 4     | Ghada Hamdani           | TUN  | 5,65      |
| 5     | Nisrine Gamrani         | MAR  | 5,62      |
| 6     | Hilali Oumaima          | MAR  | 5,49      |
| 7     | Mélissa Nigathe         | MRI  | 5,39      |
| 8     | Prissy Mpofu            | ZIM  | 5,37      |

19. April

#### Dreisprung
| Platz | Athletin          | Land | Weite (m) |
| ----- | ----------------- | ---- | --------- |
| 1     | Onaara Obamuwagun | NGR  | 12,78     |
| 2     | Gontse Morake     | RSA  | 12,47     |
| 3     | Dorothy Kavumba   | ZIM  | 12,41     |
| 4     | Victory George    | NGR  | 12,35     |
| 5     | Ghada Hamdani     | TUN  | 12,06     |
| 6     | Adula Thwolajulu  | ETH  | 11,63     |
| 7     | Mélissa Nigathe   | MRI  | 11,45     |

16. April

#### Diskuswurf
| Platz | Athletin             | Land | Weite (m) |
| ----- | -------------------- | ---- | --------- |
| 1     | Princess Kara        | NGR  | 50,04 CR  |
| 2     | Reema Ahmed Abdullah | EGY  | 46,95     |
| 3     | Tsehaye Teklu        | ETH  | 45,93 NR  |
| 4     | Rana Khaled Mahmoud  | EGY  | 44,43     |
| 5     | Meike Strydom        | RSA  | 43,28     |
| 6     | Raouend Dhoubi       | TUN  | 42,20     |
| 7     | Katia Hammoumraoui   | ALG  | 42,16     |
| 8     | Saida Lahmidi        | MAR  | 40,07     |

18. April

#### Hammerwurf
| Platz | Athletin                | Land | Weite (m) |
| ----- | ----------------------- | ---- | --------- |
| 1     | Rawan Barakat           | EGY  | 60,83 CR  |
| 2     | Marwa Samir Mostafa Ali | EGY  | 56,56     |
| 3     | Zeroual Zineb           | MAR  | 42,10     |
| 4     | Abdelafou Zainab        | TUN  | 53,20     |

20. April

#### Speerwurf
| Platz | Athletin              | Land | Weite (m) |
| ----- | --------------------- | ---- | --------- |
| 1     | Josephine Lalam       | UGA  | 49,78     |
| 2     | Savannah Combrink     | RSA  | 46,84     |
| 3     | Dorothy Roro          | KEN  | 45,69     |
| 4     | Sherine Hussein       | EGY  | 45,58     |
| 5     | Karateya Kaytare      | ETH  | 43,57     |
| 6     | Bizunesh Tadesse Jilo | ETH  | 41,65     |

19. April

#### Siebenkampf
| Platz | Athletin                  | Land | Punkte |
| ----- | ------------------------- | ---- | ------ |
| 1     | Widad Yesli               | ALG  | 4431   |
| 2     | Blessing Ovwighonadjebere | NGR  | 4320   |
| 3     | Hania Abdalah             | ALG  | 4148   |
| 4     | Nafissatou Kone           | BUR  | 3628   |

19./20. April

## Abkürzungen
| - WR = Weltrekord - WJR = Juniorenweltrekord - OR = olympischer Rekord - YOR = olympischer Jugendrekord - AR = Kontinentalrekord - AJR = Juniorenkontinentalrekord - NR = nationaler Rekord - NJR = nationaler Juniorenrekord - CR = Meisterschaftsrekord - MR = Veranstaltungsrekord | - WB = Weltbestleistung - WJB = Juniorenweltbestleistung - WYB = Jugendweltbestleistung - AB = Kontinentbestleistung - AJB = Juniorenkontinentalbestleistung - AYB = Jugendkontinentalbestleistung - NB = nationale Bestleistung - NJR = nationale Juniorenbestleistung - NYB = nationale Jugendbestleistung | - PB = persönliche Bestleistung - SB = persönliche Saisonbestleistung - QB = Qualifikationsbestleistung - WL = Weltjahresbestleistung - WJL = Juniorenweltjahresbestleistung - WYL = Jugendweltjahresbestleistung - DSQ = disqualifiziert (engl. Disqualified) - DNS = Wettkampf nicht angetreten (engl. Did Not Start) - DNF = Wettkampf nicht beendet (engl. Did Not Finish) |